# Вільчковиці-Середні
Вільчковиці-Середні (пол. Wilczkowice Średnie) — село в Польщі, у гміні Ленчиця Ленчицького повіту Лодзинського воєводства.
У 1975-1998 роках село належало до Плоцького воєводства.